# Моррасизм

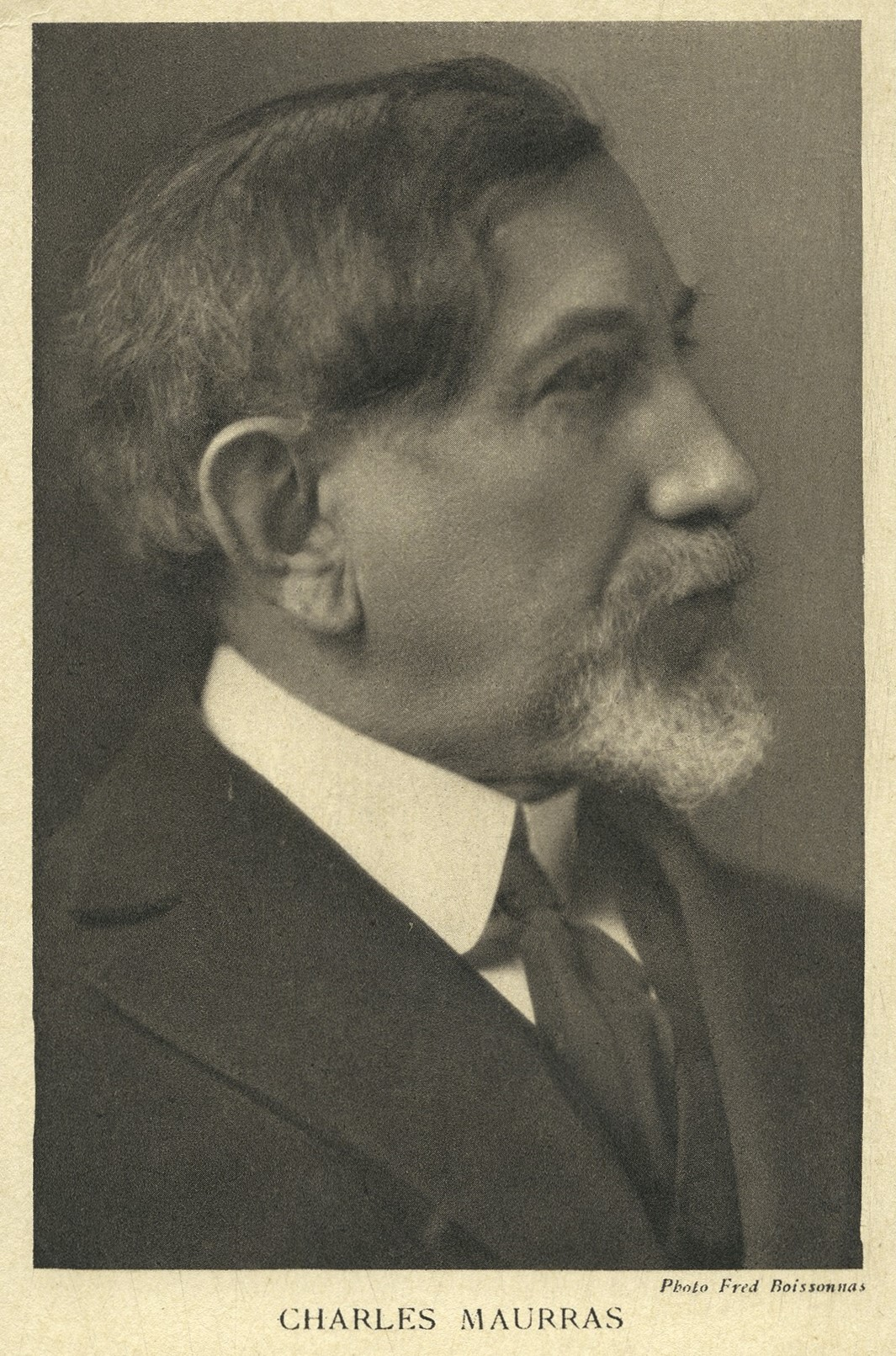
Шарль Моррас в 1925 году

Политические взгляды Шарля Морраса (также моррасизм, фр. maurrassisme) ― политические и философские воззрения идеолога французского национализма и роялизма Шарля Морраса (1868―1952), лидера движения Action française («Французское действие»), а также основанная на этих воззрениях политическая доктрина. Моррас был идеологом интегрального национализма, монархизма, корпоративизма, а также выступал за союз с революционным синдикализмом и находился в оппозиции к идеям демократии, либерализма и капитализма.

## Моррасизм

### Упадок французского общества
Моррас был приверженцем контрреволюционного течения современной ему политической мысли, призванного возродить сплочённость французского народа и величие Франции, руководствуясь ценностями патриотизма и национализма. Французское общество конца XIX века, по мнению мыслителя, находилось в состоянии упадка, корни которого следует искать в Великой Французской революции. Философское влияние на Морраса оказали многие авторы: в первую очередь это были Платон, Аристотель, Жозеф де Местр, Данте, Фома Аквинский и Огюст Конт. Взгляды на французскую и мировую историю у Морраса во многом сложились под влиянием сочинений Сент-Бёва, Фюстеля де Куланжа, Ипполита Тэна и Эрнеста Ренана.
Источником всех бед французского народа мыслитель признавал дух революционного романтизма либеральных сил, которые он назвал четырьмя союзными сословиями (États confédérés), к которым он относил евреев, протестантов, масонов и иностранцев (последних Моррас называл метэками (métèques). Все они, по его мнению, представляли «антифранцию», и, таким образом, их ни в коем случае нельзя было признать частью французской нации.

### Решение Морраса: порядок, разум, классицизм и свобода регионов
В политических взглядах Шарля Морраса ясно прослеживается его общее стремление к порядку: некоторые исследователи объясняют это жизненным опытом мыслителя, который с юных лет испытывал проблемы со слухом.
- В философском отношении Моррас был безусловно привязан разуму.
- В искусстве мыслитель отдавал предпочтение классицизму, критически рассматривая «девиантные» направления вроде романтизма. Лидеры организации Action française проходят парадным маршем в день Жанны д’Арк, 8 мая 1927 года

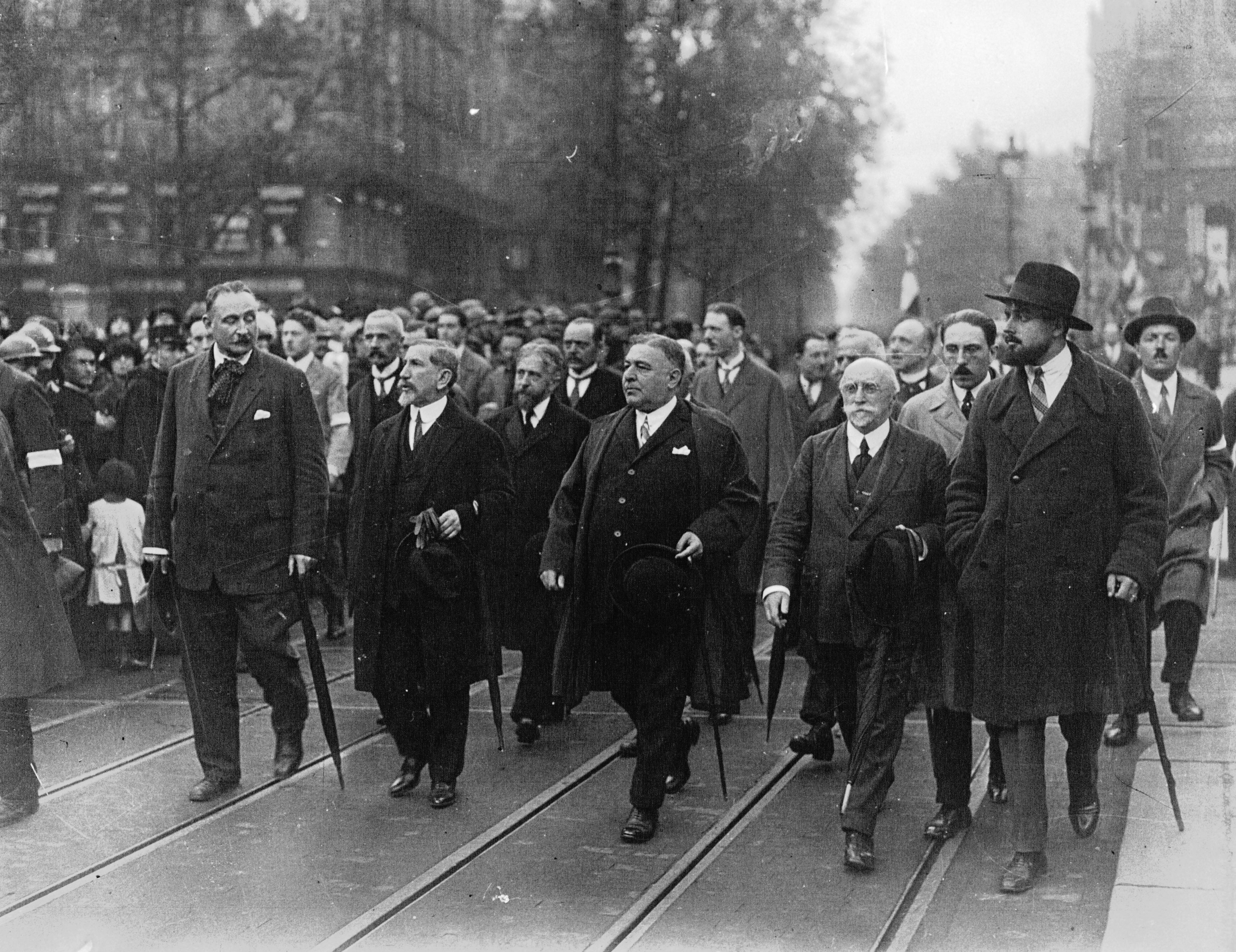
Лидеры организации Action française проходят парадным маршем в день Жанны д’Арк, 8 мая 1927 года

- В политике философ был абсолютным приверженцем твёрдой власти. Впрочем, для провансальского поэта и регионалиста, каким он был, центральная государственная власть должна была уважать вольности регионов, и это условие, по его мнению, могло быть соблюдено только при монархической форме правления. Таким образом, Моррас был убеждённым роялистом.

Моррас много писал о необходимости достижения национального единства. По его мнению, эта задача могла быть решена следующим образом:
- Необходимо исключить из нации т. н. «союзные сословия» и всячески превозносить национальные, а не частные и не групповые интересы («только Франция»).
- Одновременно создать институты, призванные гарантировать региональные свободы «настоящей нации» и поддерживать национальное единство (для Морраса этим институтом была монархия).
- Католическая церковь должна служить моделью и источником порядка, а её учение следует рассматривать как цемент, объединяющий народ.

### «Реальная страна» и «легальная страна»
Оставаясь в рамках философии позитивизма, Моррас полагал, что наиболее подходящие формы общественной организации и институты должны быть плодами поступательного исторического развития. «Организующий эмпиризм» он находил более уместным, чем идеализированные теории, поскольку он был близок и адаптирован к реальной жизни в той или иной стране. Ключевым органичным для Франции институтом он считал монархию, которая была необходима для сдерживания внутринациональных противоречий.
Доверие к институтам, проверенных временем, побудило Морраса провести различие между «реальной страной» (pays réel) и «легальной страной» (pays légal). Реальной страной он называл всё, что относил к реалиям повседневной жизни местного сообщества ― к его трудам, ремёслам, церковному приходу и семьям. Легальная страна противопоставлялась реальной, и представляла собой совокупность искусственно навязываемых социальных практик. В целом подобные рассуждения шли в курсе органицизма в рамках католической традиции политической мысли.
Привязанность Морраса органическим институтам во многом объясняется его первоначальной приверженностью федерализму, а также тем, что в юные годы он входил в литературное движение фелибров Фредерика Мистраля, которое было направлено на возрождение провансальской литературы. Ключ к децентрализации Моррас видел в монархии. Он полагал, что прямая привязанность подданным к своему суверену и учение католической церкви могли стать объединяющими силами, которых было бы достаточно для обеспечения национального единства. Республика, по его мнению, могла достичь этих целей лишь только будучи скованной железным поясом наполеоновской централизованной администрации. Власть, считал Моррас, должна быть крепкой на самом верху, но при этом дозволять больше свободы на низовом уровне.
Моррас предупреждал о возможности гражданской войны и считал своим долгом сделать всё возможное, чтобы её не допустить. Он был прагматиком, поэтому и в 1914 году, и в 1940 году говорил о необходимости национального союза (union nationale) во времена кризиса и поддерживал в те годы лидеров французского государства ― Жоржа Клемансо и Филиппа Петена.

## Место Морраса в истории политических идей

### Новый политический синтез
Моррас в молодости был легитимистом, затем стал федералистом-республиканцем, но заново открыл роялизм в 1896 году (хотя и став сторонником орлеанского дома), придя к довольно простому наблюдению: Франция была рождена и активно развивалась при королях, а с 1789 года пребывала в упадке. Как союзник герцога Орлеанского и его потомков (герцога Гиза, а затем графа Парижского), он мечтал превратить организацию «Французское действие», основанную националистически настроенными республиканцами, в роялистское движение. Ему удалось сделать это, а также привлечь к сотрудничеству представителей старой французской аристократии вроде маркиза де ля Тур дю Пена или генерала де Шаретта.
Моррасизм являет собой синтез контрреволюционных идей и национализма (но также и позитивизма), набравших популярность вследствие морального шока после поражения в войне с Пруссией и делом Дрейфуса. Моррасу удалось привлечь к себе как традиционалистов, так и националистов. И хотя в первой половине XX века были также и многочисленные неморрасистские националистические движения, в основном якобинского толка, к 1911 году Моррасу удалось объединить вокруг себя практически всех роялистов и контрреволюционеров.
Моррас смог дать второе дыхание контрреволюционным идеям, которые находились в упадке с конца XIX века, когда многие католики начали становиться республиканцами. Ему удалось распространить свои идеи за пределы традиционно контрреволюционных регионов, католического общества и аристократии.
Лично оставаясь агностиком до последних лет своей жизни (он обратился к католицизму лишь незадолго до смерти), Моррас всегда ценил социальную и историческую роль католической религии, которую она играла во французском обществе (в том числе выступая в качестве проводника федерализма). Его утилитарное видение католической церкви как института, служащего интересам национального единства, способствовало сближению между набожными католиками и теми, кто были более далеки от церкви.

### Влияние на политическую мысль первой половины XX века
Синтез Морраса развился в отдельную школу мысли как в самой Франции, так и за пределами её границ. Во Франции моррасизм имел большое влияние в интеллектуальных и студенческих кругах (особенно среди студентов юридических и медицинских факультетов) в 1910-х и 1920-х годах, достигнув пика популярности в 1926 году, когда его осудил папа римский. Идеи Морраса так или иначе привлекали самых разных личностей: «от Бернаноса до Жака Лакана, от Т. С. Элиота до Жоржа Дюмезиля, от Жака Маритена до Жака Лорана, от Тьерри Мольнье до Гюстава Тибона и де Голля».
Идеология Морраса особенно сильно прослеживается в официальной идеологической программе «Национальной революции» режима Виши в 1940―1941 годов, а также в идеологии режимов Антонио Салазара в Португалии и Франсиско Франко в Испании.
Связи моррасизма с режимами Петена, Франко и Салазара, антисемитские настроения членов Аксьон Франсэз и политическая позиция некоторых моррасистов во время Второй мировой войны привели к дискредитации Морраса, число сторонников которого к 1945 году сократилось до самого минимума. Вместе с тем его идейное наследие можно проследить, помимо прочего к группам офицеров армии, выступавших против деколонизации Индокитая и Алжира. 